# (18736) 1998 NU
(18736) 1998 NU est un astéroïde Amor découvert en 1998.

## Description
(18736) 1998 NU a été découvert le 2 juillet 1998 à l'observatoire de Kitt Peak, situé dans l'Arizona (États-Unis), par le projet Spacewatch de l’université de l'Arizona.

### Caractéristiques orbitales
L'orbite de cet astéroïde est caractérisée par un demi-grand axe de 2,35 UA, un périhélie de 1,21 UA, une excentricité de 0,49 et une inclinaison de 2,81° par rapport à l'écliptique. Du fait de ces caractéristiques, à savoir un périhélie compris entre 1,017 et 1,3 UA, il est classé comme astéroïde Amor, une famille d'astéroïdes géocroiseurs, s'approchant de l'orbite de la Terre.

### Caractéristiques physiques
(18736) 1998 NU a une magnitude absolue (H) de 15,8 et un albédo estimé à 0,064.